# Toyama

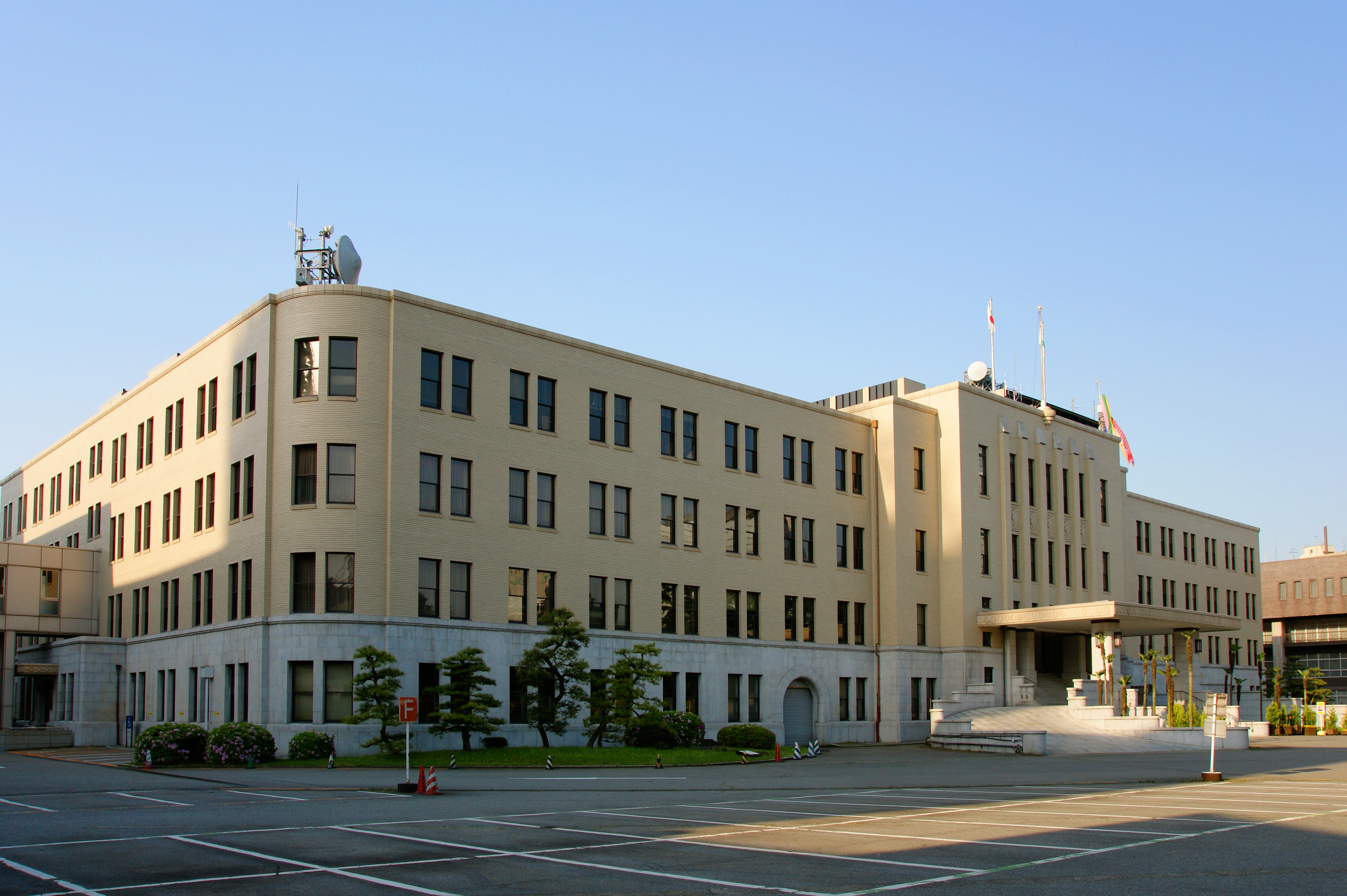
Prédio de escritórios da prefeitura de Toyama

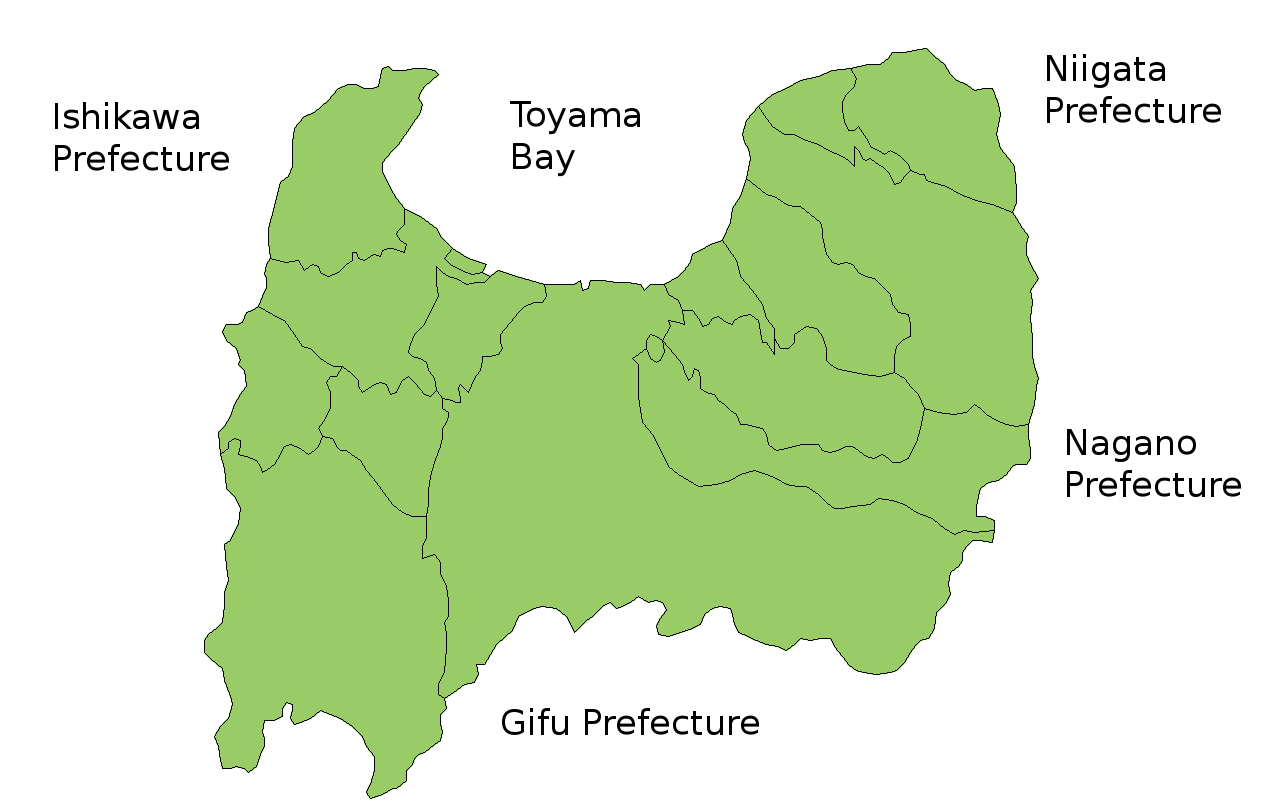
Mapa da Prefeitura

A Prefeitura de Toyama (japonês:, [富山県] Erro: {{japonês}}: texto da transliteração contém caractere não latino (pos 1) (ajuda), Toyama-ken) é uma prefeitura do Japão, localizada na região Hokuriku, na principal ilha do arquipélago japonês, Honshu. A capital é a cidade de Toyama. É o principal pólo industrial da costa do Mar do Japão, graças à energia barata, proveniente de sua abundância de fontes hídricas.

## História
A prefeitura de Toyama era chamada antigamente como Província de Etchū e o dialeto mais comum é o Toyama-ben.

Bandeira da Prefeitura

## Geografia
Devido às mudanças de 2000 e posteriormente 2005 em sua capital Toyama atualmente é a prefeitura com menos municípios do Japão.
Toyama é delimitada pelo Mar do Japão ao norte, Gifu ao sul, Ishikawa a oeste,
Niigata a nordeste, Nagano a sudeste.

### Cidades
Em negrito, a capital da prefeitura.
- Himi
- Imizu
- Kurobe
- Namerikawa
- Nanto
- Oyabe
- Shinminato
- Takaoka
- Tonami
- Toyama
- Uozu

### Distritos
- Distrito de Nakaniikawa
- Distrito de Shimoniikawa

## Economia
Toyama é um grande produtor de arroz de alta qualidade, proveniente de Tateyama.

## Relações com outros Países
- Liaoning
- São Paulo
- Oregon
- Primorsky